# Feldgottesdienst

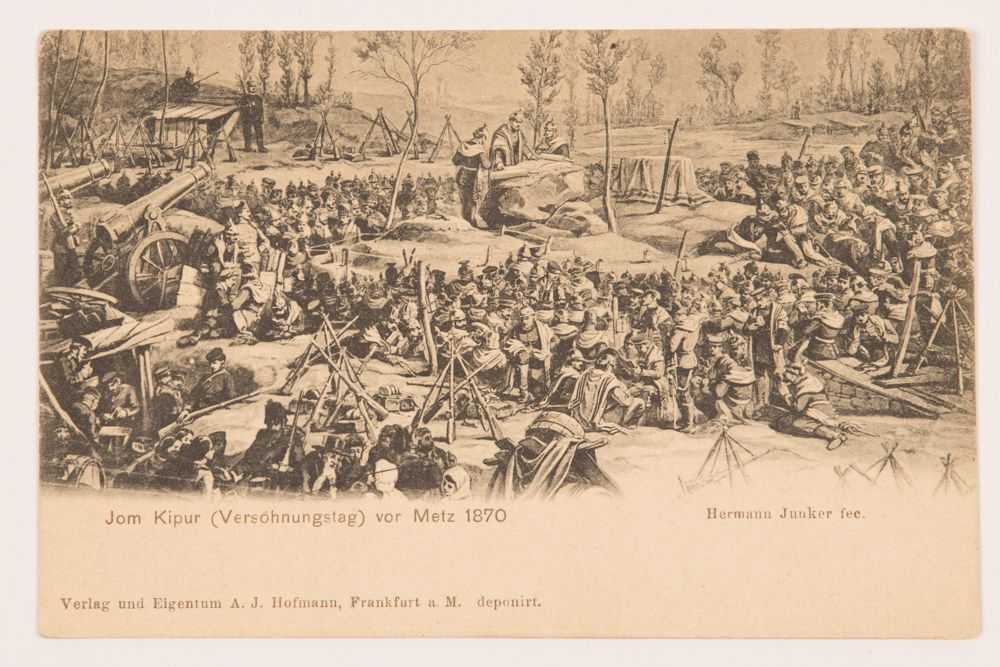
Der Feldgottesdienst zu Jom Kippur vor Metz im Deutsch-Französischen Krieg von 1870. Postkarte in der Sammlung des Jüdischen Museums der Schweiz.

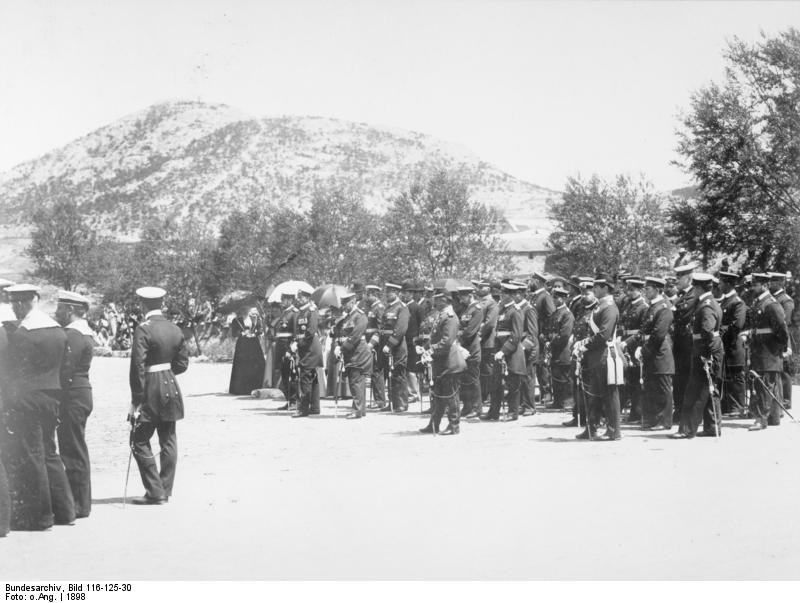
Feldgottesdienst mit Heinrich von Preußen 1898

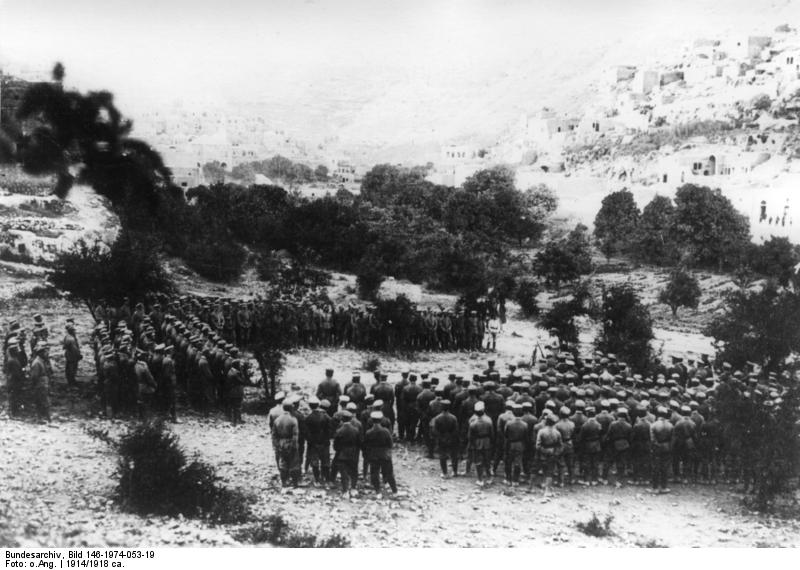
Feldgottesdienst Pfarrer Lüttichaus in as-Salt, 1914

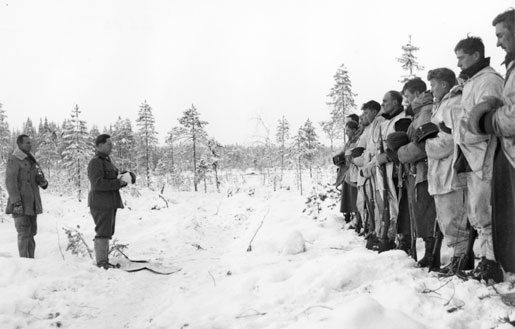
„Der Schrecken von Marokko“, Lt. Aarne Juutilainens Kompanie. Weihnachtsgottesdienst in Kollaa (Finnland) 1939.

Unter Feldgottesdienst (römisch-katholisch auch Feldmesse) versteht man einen unter freiem Himmel gefeierten Gottesdienst. Die Bezeichnung stammt aus dem militärischen Bereich, wo die Messen auf dem Feld gefeiert wurde; so werden heute auch die von zivilen Kirchengemeinden unter freiem Himmel gefeierten Gottesdienste (etwa zu Himmelfahrt oder bei Schützenfesten) als Feldgottesdienste bezeichnet.

## Geschichte
Messfeiern unter freiem Himmel (sub divo) waren bereits in karolingischer Zeit fester Bestandteil der Feldseelsorge und wurden 742 vom Concilium Germanicum unter Leitung des Bonifatius ausdrücklich gestattet. Militärgottesdienste in Garnisonkirchen gab es mit dem Aufkommen eigener Militärkirchen seit dem 19. Jahrhundert.
Ein fester Bestandteil von Feierlichkeiten der Truppe während eines Krieges waren Feldgottesdienste bereits seit dem frühen 19. Jahrhundert. Belegt sind sie für den Deutsch-Dänischen Krieg (1864) und den Deutsch-Französischen Krieg 1870–1871. Zu jener Zeit gab es neben christlichen auch jüdische Feldgottesdienste, etwa zum höchsten jüdischen Fest Jom Kippur.
Im Ersten Weltkrieg wurden solche Gottesdienste, zumal wenn sie in Schützengräben oder an Weihnachten gefeiert wurden, für die meist jungen Teilnehmer vielfach zu prägenden Erlebnissen. „Feldgottesdienste gehörten zum Alltag der Soldaten der christlichen Konfessionen wie auch der jüdischen Religion.“
Im Rahmen eines Feldgottesdienstes fand am 2. Oktober 1935 die Beisetzung des verstorbenen Reichspräsidenten Paul von Hindenburg im Tannenberg-Denkmal statt. Während die Nationalsozialisten zu Beginn ihrer Herrschaft noch zahlreiche Gelegenheiten zu Feldgottesdiensten wahrnahmen, wandelte sich während des Zweiten Weltkriegs diese Einstellung. So verfügte Hermann Göring als Oberbefehlshaber der Luftwaffe mit Erlass vom 13. April 1940, „Feldgottesdienste seien nur dann abzuhalten, wenn die Nachfrage ergebe, dass ein Bedürfnis dazu vorliege. Für die am Feldgottesdienst nicht teilnehmenden Soldaten sei während dieser Zeit kein Dienst anzusetzen.“
Eine Besonderheit von Feldgottesdiensten war es, dass sie in Kriegszeiten ohne konfessionelle Trennung für einen bestimmten Truppenteil (Regiment, Division oder Armeekorps) gehalten wurden, oft im Zusammenwirken des katholischen und des evangelischen Feldgeistlichen. Vielfach hielt man während des Krieges Militärgottesdienste in den jeweiligen Ortskirchen des besetzten Hinterlands ab.
Im Zweiten Weltkrieg erlaubte es der Feldbischof der Wehrmacht katholischen Priestern, bei Messfeiern statt des liturgisch vorgeschriebenen Altarsteins mit eingefügten Heiligenreliquien ein textiles „Antimensium“ mit eingenähten Reliquien als Unterlage für den Kelch und die Patene zu benutzen. Dies galt für Feldgottesdienste mit der Truppe wie auch für private Zelebrationen von einzelnen Soldaten, die Priester waren.

## Situation in der Militärseelsorge heute

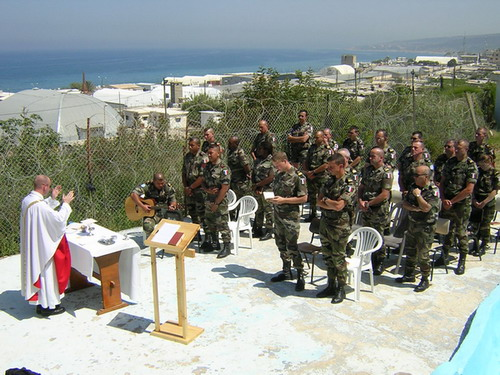
Heilige Messe als katholischer Feldgottesdienst in Süd-Libanon zu Ostern 2004

Die Soldaten, die dem Gottesdienst beiwohnen, stellen sich üblicherweise im Rechteck vor dem Altar auf, während Musiker oder sonstige Mitwirkende im Halbkreis hinter dem Altar stehen. Es wird Feldanzug getragen, auch der Feldgeistliche trägt diesen. Oft werden Feldgottesdienste als reiner Wortgottesdienst abgehalten. Sofern es sich ergibt, ist dieser Gottesdienst ökumenisch und richtet sich an Soldaten aller Konfessionen. Er kann von einem katholischen und/oder evangelischen Militärseelsorger gehalten werden. Dazu wird das Soldatengebetbuch verwendet, das Lieder und Gebete enthält. Der Feldgeistliche zelebriert den Gottesdienst, während die Tamboure zu Beginn, nach Erteilung des Segens und zum Schluss das Geschehen musikalisch begleiten. Bei einer größeren Zahl von Teilnehmern übernimmt ein Musikkorps die musikalische Umrahmung und vertritt damit die Orgel. Der Altar ist transportabel und in der Regel aus Holz; er wird mit einem Altartuch ohne weiteren (Blumen-)Schmuck mit den notwendigen liturgischen Geräten und Büchern versehen.
Sofern eine katholische Messfeier stattfindet, ist das Eigenrecht des Kirchenrechts über die Sakramente zu beachten. Der katholische Militärbischof darf Feldgottesdienste generell in militärischen Anlagen erlauben; falls sie außerhalb stattfinden, muss er den jeweiligen Ortsbischof um Erlaubnis bitten. In einer katholischen Messe nehmen üblicherweise Soldaten die Funktion der Messdiener ohne besondere Kleidung wahr. Der Zelebrant trägt über dem Feldanzug eine Stola in der liturgischen Farbe.